# Těmice u Kamenice nad Lipou
Těmice (deutsch Temnitz) ist eine Gemeinde in Tschechien. Sie liegt sechs Kilometer nördlich von Kamenice nad Lipou und gehört zum Okres Pelhřimov.

## Geographie
Těmice befindet sich im Südwesten der Böhmisch-Mährischen Höhe am Oberlauf des Baches Kamenice. Östlich erhebt sich die Kopaniny (662 m), südwestlich der Hřeben (658 m), im Westen Včelnice (676 m) und Vrchy (679 m) sowie im Nordwesten der Bohutín (710 m). Nördlich wird das Dorf vom Markwaretzer Wald umgeben, nach Westen schließt sich der Hutiner Wald und südwestlich der Mittelwald an. Nördlich von Těmice liegt an der Straße nach Lidmaň  die Wüstung Huhlov.
Nachbarorte sind Lidmaň, Lidmaňka und Nový Drahoňov im Norden, Drahoňov und Knížata im Nordosten, Nová Ves im Osten, Babín im Südosten, Dráchov, Dvorek und Nová Ves im Süden, Bohdalín, Staré Hutě und Benešov im Südwesten, Rytov und Stružky im Westen sowie Svatava, Bohutín und Hojava im Nordwesten.

## Geschichte
Das Dorf wurde wahrscheinlich im 12. Jahrhundert im Zuge der Kolonisation der böhmisch-mährischen Grenzwälder im Kamenice gegründet. Zu Zeiten des Dobeš von Bechyně und  Kamenice (1312–1359) erfolgte die erstmalige Erwähnung von Těmina Kamenice als Pfarrort. Der Name leitet sich vom Personennamen Těmin ab. Nach dem Tode Dobeš wechselten sich die Besitzer in rascher Folge ab. Unter dem Einfluss von Jan Hus, der zwischen 1412 und 1414 auf Kozí Hrádek gelebt hatte, verbreitete ich seine Lehre rasch unter der Bevölkerung. 1414 erwarb Anna von Mochov die Herrschaft Kamenice. Nach den Herren von Mochov wurde im Jahre 1436 Jindřich von Stráž Besitzer von Těmina Kamenice. Im Laufe der Zeit änderte sich der Name des Dorfes in Temnice. Nach der Schlacht am Weißen Berg wurde die Bevölkerung rekatholisiert. 1780 wurde eine Dorfschule im Haus Nr. 39 eingerichtet. 1815 entstand ein neues Schulgebäude.
Nach der Aufhebung der Patrimonialherrschaften bildete Temnice/Temnitz ab 1850 mit der Ansiedlung Hřeben eine Gemeinde in der Bezirkshauptmannschaft Pelhřimov. Nachdem die alte Schule zu klein geworden war, bezog sie 1887 ein neues größere Gebäude. 1889 lebten in den 93 Häusern von Temnice 695 Menschen, davon waren 680 Katholiken und 15 Juden. 1899 wurde die Lokalie Temnice zur Pfarre erhoben. Der Fahrweg nach Lidmaň wurde 1904 zur Straße ausgebaut. Ab 1905 gehörte die Gemeinde zum Bezirk Kamenice nad Lipou. Nachdem die Zahl der Schüler auf 225 angewachsen war, wurde die Schule 1908 auf vier Klassen erweitert. Auf Grund des Ministerialbeschlusses vom 29. März 1922 wurde der Gemeindename am 1. November 1923 in Těmice geändert. Nach der  Auflösung des Okres Kamenice nad Lipou kam die Gemeinde mit Beginn des Jahres 1961 zum Okres Pelhřimov zurück. 1964 erfolgte die Eingemeindung von Babín mit Dráchov sowie Drahoňov mit Knížata und Nový Drahoňov. Die Grundschule in Těmice wurde 1980 aufgelöst. 2006 wurde die Kirche saniert und zeitweilig der Dachaufbau des Kirchturms abgesetzt.

## Gemeindegliederung
Die Gemeinde Těmice besteht aus den Ortsteilen Babín (Babin), Dráchov (Drachow), Drahoňov (Drahoniow), Knížata (Knischat, früher Neu Prawikow), Nový Drahoňov (Neu Drahoniow, früher Neue Colonie) und Těmice (Temnitz) sowie der Ansiedlung Babínka (Babinka) und den Einschichten Hřeben (Hreben) und  Staré Hutě (Hutin). Grundsiedlungseinheiten sind Babín, Dráchov, Drahoňov, Nový Drahoňov und Těmice.
Das Gemeindegebiet gliedert sich in die Katastralbezirke Babín, Dráchov u Těmic, Drahoňov und Těmice u Kamenice nad Lipou.

## Sehenswürdigkeiten
- Kirche des Evangelisten Johannes, seit 1359 als Plebanie nachweisbar. Im Jahre 1620 wurde die Kirche zur Filiale der Pfarre Kamenice. Seit 1785 ist sie eine Lokalie. Zu ihrem Sprengel gehören auch die Dörfer Babín, Drahoňov, Benešov, Dráchov, Knížata, Krumvald und Nový Drahoňov. Die ältesten Matriken stammen von 1787.
- Pfarrhaus, errichtet 1899
- Naturdenkmal Huťský potok, das seit 1999 im Hutiner Wald und Mittelwald bestehende Schutzgebiet erstreckt sich über 5,8 ha vom Gipfel des Bohutín über das Quellgebiet des Huťský potok und an diesem entlang bis zur Einmündung des Baches in die Včelnička
- Naturschutzgebiet Rybníček u Starých Hutí, es liegt innerhalb des Naturdenkmals Huťský potok bei der Einschicht Staré Hutě und umfasst den dortigen Hüttenteich.